# Nick Fury (film)
Nick Fury (Nick Fury: Agent of S.H.I.E.L.D.) è un film per la televisione del 1998 diretto da Rod Hardy e interpretato da David Hasselhoff nel ruolo principale.
Il film è l'adattamento del personaggio dei fumetti Marvel Comics Nick Fury e dell'agenzia di fantaspionaggio S.H.I.E.L.D.; la trama, scritta da David S. Goyer, è liberamente ispirata sia al primo che al terzo volume di Nick Fury, Agent of S.H.I.E.L.D. ed ha ricevuto recensioni principalmente negative.

## Trama
La Base Trinity dello S.H.I.E.L.D. viene attaccata da un manipolo di agenti dell'Hydra, che prelevano il corpo del loro defunto leader, il Barone Wolfgang von Strucker, uccidendo nel corso della retata l'agente incaricato di farvi la guardia, Clay Quartermain.
Il giorno successivo Nick Fury, leggendario agente cacciato dall'organizzazione cinque anni prima a causa della sua arroganza e dei suoi metodi poco ortodossi, viene avvicinato dalla giovane recluta Alexander Goodwin Pierce e dalla Contessa Valentina Allegra "Val" de la Fontaine, con cui ha avuto una relazione sentimentale, venendo messo al corrente di quanto accaduto e della conseguente decisione di riammetterlo nello S.H.I.E.L.D.; sebbene ancora rancoroso per il modo in cui l'agenzia spionistica lo ha cacciato, Fury decide di tornare operativo per vendicare l'amico caduto e mettere definitivamente fine alla minaccia dell'Hydra e di Strucker, contro cui, anni addietro, perse l'occhio sinistro. Condotto alla base volante dello S.H.I.E.L.D., l'Helicarrier, Fury scopre che l'odiato burocrata Jack Pincer è divenuto il nuovo direttore generale dell'organizzazione, si ricongiunge ai suoi vecchi compagni Timothy Dugan e Gabe Jones, fa la conoscenza con la giovane agente dotata di poteri ESP Kate Neville e viene infine informato che la figlia del barone, Andrea von Strucker, detta La Vipera, ha riunito tutte le fazioni dell'Hydra formatesi in seguito alla morte del padre, avvenuta ad opera dello stesso Fury, ed intende riprodurre il letale virus Testa di Morto estraendolo dal corpo di Strucker trafugato dalla Base Trinity.
Fury, Val e Neville si recano alla base S.H.I.E.L.D. di Berlino dove è tenuto prigioniero lo scienziato nazista Arnim Zola, creatore del virus ed unico capace di riprodurlo; tuttavia il loro contatto con l'Interpol, Gail Runciter, una volta introdotta nella base si rivela essere La Vipera in incognito, che rapisce Zola e somministra a Fury un potente veleno creato sulla base delle tossine di Dendrobates e sulle specifiche del suo DNA, motivo per il quale la sola possibilità di sopravvivenza dell'uomo è procurarsi entro 48 ore un campione di sangue della Vipera, che nel frattempo minaccia di rilasciare il virus Testa di Morto su Manhattan a meno che il governo non paghi una somma di 1.000.000.000 $.
Mentre Val, in testa a una squadra di agenti, si reca a Manhattan per rintracciare il fratello della Vipera, Werner von Strucker, prima che rilasci il virus, Fury, Pierce e Neville si recano al quartier generale dell'Hydra venendo inizialmente catturati dalla Vipera e dai suoi uomini ma riuscendo in seguito ad evadere, uccidere Zola, catturare la terrorista e scandagliarne la mente per ottenere il codice con cui neutralizzare l'ordigno contenente il Testa di Morto di modo da riferirlo a Val e permetterle di disinnescarlo uccidendo Werner.
Scongiurato il pericolo lo S.H.I.E.L.D. riesca a fare irruzione nel quartier generale dell'Hydra arrestandone tutti i membri ed estraendo l'antitodo per Fury dal sangue della Vipera, la quale tuttavia riesce a scappare con un diversivo assieme al defunto padre.
Una volta ristabilitosi dagli effetti del veleno Fury si riconcilia con Val e riassume a pieno titolo il suo ruolo nell'organizzazione per scongiurare futuri attacchi al mondo libero da parte dell'Hydra o di altri gruppi terroristici.
Nella scena finale il Barone Strucker viene fatto resuscitare dalla figlia grazie agli scienziati dell'Hydra e dichiara che la loro opera di distruzione è appena iniziata.

## Produzione
Concepito come episodio pilota di una serie televisiva incentrata sul personaggio successivamente abbandonata, il film, distribuito dalla 20th Century Fox, è stato uno dei primi adattamenti live action di Marvel Films dopo aver cambiato nome in Marvel Studios. La regia è stata affidata a Rod Hardy mentre la sceneggiatura a David S. Goyer che, nello stesso anno ha inoltre scritto l'adattamento cinematografico di un altro fumetto Marvel Comics, Blade. Le riprese si sono svolte in Canada.
Il film aveva un budget di produzione di 6 milioni di dollari.

## Personaggi
- David Hasselhoff è Nick Fury: leggenda vivente dello S.H.I.E.L.D., cacciato dall'organizzazione per via del suo carattere arrogante e dei suoi metodi poco ortodossi; viene richiamato in servizio per affrontare la minaccia dell'Hydra.[1]
- Lisa Rinna è la Contessa Valentina Allegra "Val" de la Fontaine: agente di spicco dello S.H.I.E.L.D. e vecchia fiamma di Fury. Nonostante il suo nome sia accreditato correttamente la sola volta che viene pronunciato per intero nel film viene storpiato in "Valentina De Allegro Fontaine".[N 1][N 2][N 3]
- Sandra Hess è Andrea von Strucker/La Vipera: figlia del barone Strucker e sua erede al comando dell'Hydra.
- Neil Roberts è Alexander Goodwin Pierce: giovane ed entusiasta agente S.H.I.E.L.D. fresco d'accademia ed esperto di decriptazione.
- Garry Chalk è Timothy Aloysius Dugan: supervisore e coordinatore delle manovre dello S.H.I.E.L.D. nonché vecchio amico di Fury.
- Tracy Waterhouse è Kate Neville: giovane agente S.H.I.E.L.D. dotata di poteri ESP grazie a degli innesti neurologici.
- Tom McBeath è Jack Pincer: direttore generale dello S.H.I.E.L.D. con una forte avversione nei confronti di Fury.
- Ron Canada è Gabe Jones: vicedirettore e scienziato dello S.H.I.E.L.D. molto amico di Fury.
- Peter Haworth è Arnim Zola: anziano scienziato nazista dalla salute cagionevole confinato su una sedia a rotelle.
- Scott Heindl è Werner von Strucker: inetto figlio del barone Strucker con una morbosa attrazione per la sorella Andrea.
- Adrian Hughes è Clay Quartermain: amico d'infanzia ed ex-partner di Fury ucciso in un attacco dell'Hydra.
- Campbell Lane è il Barone Wolfgang von Strucker: vecchio nemico di Fury e leader dell'Hydra nel cui DNA è contenuta la formula per riprodurre il virus Testa di Morto.

### Camei
- Terry David Mulligan interpreta il presidente degli Stati Uniti.
- Stellina Rusich compare nei panni dell'ispettore dell'Interpol Gail Runciter.
- Bill Croft impersona tutti gli agenti dell'Hydra.

## Differenze con i fumetti

### Differenze con i fumetti
Nonostante il film TV sia molto fedele ai fumetti sono presenti alcune notevoli differenze:
- Anziché indossare le loro tenute caratteristiche gli agenti dello S.H.I.E.L.D. vestono delle divise in pelle mentre quelli dell'Hydra dei completi scuri o delle uniformi militari naziste complete di fasce col simbolo della svastica sul braccio sinistro.
- Nei fumetti Werner è il primogenito del Barone Strucker, il quale ha avuto poi altri due figli, i gemelli Andrea e Andreas, mentre nel film Andrea è la sorella maggiore, Werner il minore e Andreas non compare.
- Nei fumetti Andrea von Strucker e Viper sono due personaggi differenti, la seconda dei quali non è imparentata con Strucker.
- Alexander Pierce è britannico, mentre nei fumetti è americano.
- La controparte cartacea di Arnim Zola è un androide.
- Il Dr. Arnim Zola appare come un vecchio chimico Hydra responsabile della creazione del virus Death's Head.
- Nel corso del film Dugan non viene mai chiamato "Dum Dum", ricopre un incarico d'ufficio anziché essere un agente sul campo, non ha i baffi, i capelli rossi e non indossa la caratteristica bombetta.
- Gabe Jones è stato parzialmente unito al personaggio di Sidney "The Gaffer" Levine (era lo scienziato dello S.H.I.E.L.D. nei fumetti).
- Kate Neville, nei fumetti, è una ragazza impacciata e gracile dotata di lievi poteri psichici ma raramente impiegata sul campo, mentre nel film TV è un'agente operativa avvenente, sicura di sé e capace di leggere nel pensiero con facilità.
- Nei fumetti Gail Runciter è un'agente dello S.H.I.E.L.D. anziché dell'Interpol.
- Il corpo del Barone Strucker viene mostrato congelato in una camera;  nella scena finale del film, il Barone Strucker viene riportato in vita.

## Distribuzione
Il film è stato distribuito in DVD su esclusiva di Best Buy negli Stati Uniti il 30 settembre 2008.

## Accoglienza
L'accoglienza al film è stata in gran parte negativa, con elogi per le sue esibizioni come David Hasselhoff, ma critiche per la mancanza di esecuzione e di dialogo. Rotten Tomatoes gli ha dato un 16%. Nel 2016 Neil Calloway lo ha definito un "film televisivo da buttare in giro" con "una lingua fantasiosamente con le guance che si citano in righe... ma in tutta onestà il film è uscito solo come un cattivo TV film girato a Vancouver alla fine degli anni '90. "ScreenRant in seguito ha descritto il film come "scomparso per lo più senza lasciare traccia con recensioni mediocri", e Looper lo ha incluso nella sua lista dei dieci peggiori film Marvel. Ha scoperto che "la produzione è stata ostacolata da spettacoli deboli e bidimensionali che rasentavano l'isteria e l'accampamento" e che Hasselhoff  "non aveva le virtù per svolgere il ruolo".

## Citazioni e riferimenti
- Nonostante nel doppiaggio in lingua italiana tale dettaglio vada perso, Alexander Pierce dichiara di essersi diplomato alla "S.H.I.E.L.D. Kirby Academy", riferimento al fumettista Jack Kirby co-creatore del personaggio di Nick Fury.
- Il virus Testa di Morto, fuso al DNA del Barone Strucker dopo la sua morte in uno scontro con Fury mentre tentava di spargerlo sulla Terra, è un riferimento alla prima morte editoriale del personaggio, provocata in maniera analoga su Strange Tales n. 158 (luglio 1967) dalle Spore Mortali che, in seguito, si sono fuse alla sua struttura genetica.
- Werner si rivolge all'unico agente dell'Hydra con un ruolo parlato nel corso del film chiamandolo Garotte, nome che nei fumetti appartiene a uno dei luogotenenti di Strucker esordito in Nick Fury, Agent of S.H.I.E.L.D. (Vol. 3[3]) n. 23 (maggio 1991).
- Dopo aver catturato Fury, Neville e Pierce, La Vipera si riferisce a quest'ultimo in maniera civettuola apostrofandolo come "il più carino", riferimento alla morbosa ossessione amorosa di Madame Hydra VI nei confronti di Pierce.